# Sydenham
Sydenham, pronunție în engleză [ˈsɪdnəm], este o zonă și un district electoral din London Borough of Lewisham, deși anumite străzi înspre Crystal Palace Park, Forest Hill și Penge se găsesc în afara districtului fiind în London Borough of Bromley, iar alte străzi din Sydenham Hill se găsesc în London Borough of Southwark.

## Locuri apropiate
- Penge
- Crystal Palace
- Dulwich
- Bellingham
- Forest Hill
- Brockley
- Crofton Park
- Catford
- Beckenham
- Bromley